# Saving Mr. Wu
Pour plus de détails, voir Fiche technique et Distribution.
Saving Mr. Wu (解救吾先生, Jie jiu Wu xian sheng) est un film d'action chinois écrit, réalisé et monté par Ding Sheng et sorti en 2015 en Asie,. Il s'inspire de l'histoire vraie d'un enlèvement dont la victime, Wu Ruofu, joue dans le film.
Il totalise 31 210 000 US$ de recettes au box-office. Une reprise sud-coréenne, Hostage: Missing Celebrity, sort en 2021.

## Synopsis
Le cruel criminel Zhang Hua (Wang Qianyuan) et son gang se font passer pour des policiers pour enlever des hommes d’affaires fortunés. Tendant un piège devant un bar karaoké de Pékin, ils décrochent le gros lot avec la star du cinéma hongkongais Mr. Wu (Andy Lau), le forçant à monter dans leur voiture sous prétexte qu'il fait l'objet d'une enquête pour délit de fuite.
Dans la banlieue de la ville, Wu est ligoté, bâillonné et contraint de suivre les directives des hommes de Zhang. Par la suite, il est témoin de la préparation de l'exécution de Xiao Dou (Cai Lu), dernière personne enlevée avant lui et dont la rançon n'a pas été payée dans les 24 heures. Wu intervient pour le sauver, promettant de payer les rançons de tous les deux.
Pour s'assurer qu'il ne soit pas assassiné auparavant, Wu appelle son vieil ami, Mr Su (Lam Suet), et lui demande de s'assurer qu'il est en vie avant de livrer 3 millions de yuan. Le calme, l'intelligence et la dignité de Wu face à la mort lui apportent le respect de Zhang. Celui-ci part en ville dans la matinée, demandant à ses hommes de tuer les deux victimes à 21 heures s'il ne donne plus signe de vie.
Pendant ce temps, le vice-capitaine de police Xing Feng (Liu Ye) et le capitaine Cao Gang (Wu Ruofu) forment un groupe de travail anti-enlèvement. Après une série de dénonciations, ils arrêtent Zhang lorsqu'il quitte l'appartement de sa maîtresse, Chenchen (Vivien Li). Mais Zhang refuse d'avouer la cache de Wu sans promesse d’immunité. À l'approche de 21 heures, la police tente une ultime tentative de sauvetage sur la base d'un indice peu fiable, et les ravisseurs, dont l'un craint d'être la prochaine victime de Zhang, décident de tuer les otages avant l'heure. La police donne l'assaut alors qu'ils étranglent les otages et les sauve de justesse.

## Fiche technique
- Titre original : 解救吾先生
- Titre international : Saving Mr. Wu
- Réalisation : Ding Sheng
- Scénario : Ding Sheng
- Photographie : Ding Yu
- Montage : Ding Sheng
- Musique : Lao Zai
- Production : Xiao Chen'an, Du Yang, Xiong Xiaolan et Preston Lee
- Société de production : Beijing Going Zoom Media, Shanghai New Media Group, Heyi Pictures et Beijing Motianlun Media
- Société de distribution : Golden Network Asia[5]
- Pays d'origine :  Chine
- Langue originale : mandarin
- Format : couleur
- Genre : Action
- Durée : 106 minutes
- Dates de sortie :
  -  Chine : 30 septembre 2015
  -  Singapour et  Malaisie : 1er octobre 2015
  -  États-Unis : 2 octobre 2015
  -  Hong Kong : 8 octobre 2015

## Distribution
- Andy Lau : Mr Wu
- Liu Ye : Xing Feng
- Wu Ruofu : Cao Gang
- Wang Qianyuan : Zhang Hua
- Lam Suet : Mr Su
- Zhao Xiaoyue : Zhang Yi
- Vivien Li : Chenchen
- Cai Lu : Xiao Dou
- Yu Ailei : Cang

## Production
La production de Saving Mr. Wu reste discrète et est révélée pour la première fois lorsque l'acteur Liu Ye écrit sur son compte Sina Weibo qu'il travaille sur un film avec Andy Lau. Début janvier 2015, des prises de vue ont lieu à Sanlitun, Pékin. Le 26 janvier, des tournages ont lieu dans le district de Pinggu, lors desquels Lau est repéré par des journalistes et des admirateurs. Le 9 février, il est annoncé que la production du film est officiellement terminée.

## Sortie
Le 8 février 2015, l’affiche du film est dévoilée à la Berlinale 2015,. En mai 2015, une autre affiche est dévoilée au 68e Festival de Cannes avec une date de sortie internationale pour octobre 2015.

## Récompenses et nominations
| Prix et nominations                                     | Prix et nominations                     | Prix et nominations | Prix et nominations |
| Cérémonie                                               | Catégorie                               | Récipiendaire       | Issue               |
| ------------------------------------------------------- | --------------------------------------- | ------------------- | ------------------- |
| 2e cérémonie du Festival du film de la Route de la soie | Long métrage de l'année                 | Saving Mr. Wu       | Lauréat             |
| 2e cérémonie du Festival du film de la Route de la soie | Meilleur acteur                         | Andy Lau            | Lauréat             |
| 52e cérémonie des Golden Horse Awards                   | Meilleur acteur dans un rôle secondaire | Wang Qianyuan       | Nomination          |
| 52e cérémonie des Golden Horse Awards                   | Meilleur montage                        | Ding Sheng          | Nomination          |
| 12e cérémonie du Festival du film sino-américain (en)   | Golden Angel Award Film                 | Saving Mr. Wu       | Lauréat             |
| 31e cérémonie des Coqs d'or,                            | Meilleur acteur dans un rôle secondaire | Wang Qianyuan       | Lauréat             |
| 31e cérémonie des Coqs d'or,                            | Meilleure photographie                  | Ding Yuan           | Nomination          |
| 31e cérémonie des Coqs d'or,                            | Meilleur montage                        | Ding Sheng          | Lauréat             |